# Diane Venora
Diane Venora (* 10. August 1952 als Diana Venora in Hartford, Connecticut) ist eine US-amerikanische Schauspielerin.

## Leben
Nach ihrer Jugend in Hartford besuchte Diane Venora die renommierte Juilliard School of Drama und machte sich einen Ruf als Bühnenschauspielerin sowie als hervorragende Shakespeare-Interpretin. Ein Höhepunkt ihrer Bühnenkarriere war 1983 die Darstellung des Hamlet beim New York Shakespeare Festival.
Gleichzeitig spielte sie verschiedene Nebenrollen in Film und Fernsehen, bevor sie in Clint Eastwoods Bird (1988) in der Rolle der Chan Parker Kritiker und Publikum begeisterte. Für ihre Darstellung erhielt sie den New York Film Critics Award und wurde für den Golden Globe Award nominiert.
Venora hat eine Tochter mit dem Regisseur und Kameramann Andrzej Bartkowiak (Speed), das Paar trennte sich jedoch bald wieder. Sie konzentrierte sich mehrere Jahre lang ganz auf die Erziehung ihres Kindes, ehe sie Anfang der 1990er zur Schauspielerei zurückkehrte. Seitdem hat sie vor allem mit der Darstellung starker Frauenfiguren wie Justine Hanna in Heat (1995), Major Koslova in Der Schakal (1997) und Königin Weilew in Der 13te Krieger (1999) auf sich aufmerksam gemacht. Nach 2010 folgte eine erneute mehrjährige Abstinenz von Film und Fernsehen, erst seit 2018 tritt sie wieder diesbezüglich in Erscheinung. Ihr Schaffen umfasst rund 60 Produktionen.

## Filmografie (Auswahl)
- 1980: Getting There
- 1981: Wolfen
- 1981: Nurse (Fernsehserie, eine Folge)
- 1982: Ein Sommernachtstraum (A Midsummer Night’s Dream, Fernsehfilm)
- 1983: Cook & Peary: The Race to the Pole
- 1984: Cotton Club (The Cotton Club)
- 1985: A.D. – Anno Domini (Miniserie, 5 Folgen)
- 1985: Todespoker (Terminal Choice)
- 1986: F/X – Tödliche Tricks (F/X)
- 1987: Wolfsmilch (Ironweed)
- 1988: Bird
- 1990: Great Performances (Fernsehserie, eine Folge)
- 1994: Thunder Alley (Fernsehserie, 8 Folgen)
- 1994–1995: Chicago Hope – Endstation Hoffnung (Chicago Hope, Fernsehserie, 11 Folgen)
- 1995: Three Wishes
- 1995: Heat
- 1996: Special Report: Journey to Mars
- 1996: Mörderischer Tausch (The Substitute)
- 1996: Mein Mann Picasso (Surviving Picasso)
- 1996: William Shakespeares Romeo + Julia (William Shakespeare’s Romeo + Juliet)
- 1997: Seed: A Love Story
- 1997: Der Schakal (The Jackal)
- 1999: Ein wahres Verbrechen (True Crime)
- 1999: Der 13te Krieger (The 13th Warrior)
- 1999: The Joyriders
- 1999: The Young Girl and the Monsoon
- 1999: Insider (The Insider)
- 2000: Hamlet
- 2000: Race Against Time
- 2000: Looking for an Echo
- 2001: Megiddo: The Omega Code 2
- 2002: Heartbreak Hospital
- 2004: Stateside
- 2004: Breaking Dawn
- 2005: Self Medicated
- 2005: Touched
- 2008: Stiletto
- 2010: All Beauty Must Die (All Good Things)
- 2022: First Love